# Antonio Díaz Fuentes
Antonio Díaz Fuentes (Sarria, 6 de junio de 1935 - Lugo, 27 de mayo de 2011) fue un abogado y político español.

## Biografía
Licenciado en Derecho, ejerció la abogacía y fue un jurista prolífico en obras académicas y especializadas, sobre todo en el ámbito del derecho civil en general, y del derecho foral gallego en particular. Fue miembro de la Unión de Centro Democrático (UCD), formación con la que concurrió y obtuvo escaño por la circunscripción electoral de Lugo en las Cortes Constituyentes de 1977. Renovó el escaño en las siguientes dos convocatorias, siempre por la misma circunscripción y en la candidatura de UCD: 1979 y 1982. En el Congreso de los Diputados fue ponente en la Ley de Montes Vecinales en mano común y participó en la mayoría de los debates en comisión sobre legislación agraria y, como parlamentario gallego, en la elaboración del Estatuto de Autonomía de Galicia. Tras la desaparición práctica de UCD en las elecciones de 1982, fue cofundador de Coalición Galega.
En 1988 el Gobierno de España le concedió la Orden del Mérito Constitucional. Su labor como jurista le valió en 2005 ser elegido académico de la Academia Gallega de Jurisprudencia y en 2011 la Asociación de Juristas Gallegos en Madrid (Iurisgama), le otorgó el Premio Iurisgama. En 2012 y a título póstumo, el Ministerio del Interior le concedió la Cruz Distinguida de 1ª Clase de San Raimundo de Peñafort.

## Obras
Relación de libros publicados (no exhaustivo)
- Dereito civil de Galicia. Comentarios á Lei 4/1995 (1997, en gallego)
- Toponímia de la Comarca de Sarria (1998)
- Montes vecinales en mano común (1999)
- División de la herencia y liquidación del régimen económico matrimonial: arts. 782 a 811 de la nueva LEC 1/2000 : procedimientos prácticos y formularios (2001)
- La prueba en la nueva Ley de enjuiciamiento civil: tratamiento y práctica (2002)
- Cuentos de Pueblo, Cuentos de Sarria (2003)
- Servidumbres, Serventías y relaciones de vecindad (2004)
- El deslinde (2009)
- Un gallego en la Corte del Rey Sabio (2010)